# ロクタントラ・アンドラン
ロクタントラ・アンドラン（ネパール語: लोकतान्त्रिक आन्दोलन, ラテン文字転写: Loktantrik Āndolan / Loktantra Ka Lagi Gariyako Āndolan）は、ネパールに起こった2006年の民主化運動。ネパール語でロクタントラは「民主主義」、アンドランは「運動」を意味し、すなわちギャネンドラ国王独裁に反対するものであった。
この運動は、時に「ジャナ・アンドランII（第2回国民運動）」と呼ばれる。これは、1990年の民主化運動（ジャナ・アンドラン）の継続であることを意味するものである。

## 背景
国王に即位以降、「文民政治家はマオイストの反乱（ネパール内戦）を制御できない」と主張していたギャネンドラは2005年2月1日に政変を強行、電話線を切断、全閣僚を解任し議会の政治家たちを拘束し、国王による親政を宣言した。反体制活動家の中にはインドに亡命し、そこで運動の再建を図る者もいた。そして、独裁に対して議会の大多数を占めていた7つの政党による「7党連合（SPA）」と呼ばれる広範な挙党一致による共闘が組織された。
2005年12月、SPAはインドでマオイストと「十二か条の合意」を締結した。この合意の枠組みの中で、マオイストは複数政党制による民主主義と言論の自由を容認することを確約した。一方、SPAの方は、マオイストのネパール制憲議会選挙に対する要求を受け入れた。
2006年に入って、活動家が数次にわたり逮捕されるなど、状況は更に緊迫した。SPAが全国での反体制運動の計画を明らかにしたためである。2月8日の統一地方選挙で、SPAとマオイストがボイコットしたため運動は一つのピークに達した。当局は投票率はおよそ21%であったと主張した。

## 4月ゼネスト
SPAは、4月5日から4月9日までの4日間、全国にゼネストを呼びかけた。マオイストはカトマンズ盆地における停戦を呼びかけた。ゼネストは厖大なデモを引き起こしたため、4月8日、政府は夜間外出禁止令を発令、デモを行なうものは見つけ次第撃つように軍や警察に命令した。にもかかわらず、小規模な非組織的デモは続いた。4月9日、SPAはデモを無期限に行なう意思を表明、更に納税の拒否を呼びかけた。政府は夜間外出禁止令を強化する計画を発表し、デモにマオイストが忍び込んでいると主張した。
マオイストのプラチャンダ議長は「これはもはや野党の抗議行動ではない。一つの国民運動になっている」と述べ、自身も首都カトマンズで抗議デモを指導すると発言した。その後数日の間抗議デモは継続し、カトマンズの群衆は10万人から20万人に上り、市の人口の10%を占めた。4月21日反政府筋はカトマンズで50万人が抗議活動に参加したと主張した。より保守的な推計は30万人としている。
同日夜、ギャネンドラは国営テレビ局に出演し、SPAに新しい首相を選出するよう呼びかけ、「我々は国家の行政権を国民に返還する。SPAに責任を持って政府を運営できる首相を推薦するよう要請する。」と述べた。またできるだけ早く選挙を行なうよう呼びかけた。首相の地位は、2005年2月1日にギャネンドラがシェール・バハドゥル・デウバ首相を解任し、議会を無期限に解散して以来、空席となっていた。
しかし、国王の声明は反対派に拒絶された。翌日午後3時、SPAの指導者達はカトマンズで会合を開き、3つの要求を国王に突きつけた。すなわち、国会の再開、全政党による政府の設立、新憲法を制定するための制憲議会の選出である。

## 国会の再開
国営テレビでの演説で、ギャネンドラは2006年4月24日にネパール下院を再開させると宣言した。国王はSPAに対し、国家の統一と繁栄、永久平和の保証と複数政党制による民主主義の保証を軌道に乗せる責任を負うように呼び掛けた。SPAは議会の再開を受け入れた。そして、代表してギリジャー・プラサード・コイララが新内閣を組織することになった。SPAは「新議会は新憲法を起草する主体として選挙される」と述べた。
一方、マオイスト側はこれを拒否した。ナンバー2であるバーブラーム・バッタライは単に議会を復活させることは問題の解決にならないとし、政府軍との戦闘を継続する用意があると述べた。マオイストは制憲議会の設立と、王制の廃止に固執していた。しかし、2006年4月27日、コイララの求めに応じて一方的に3ヶ月の停戦を表明した。これに加えて、5月1日、バッタライは「もし（制憲議会の）選挙が自由かつ公正なものであるならば、その結果は尊重されねばならない。そうなれば、国民の審判に従う以外にない。」と述べた。このことは、マオイストが民主主義プロセスを受け入れた最初のサインとして大きな一歩とみなされた。
5月2日、コイララは新内閣の名簿を発表した。彼以外にネパール会議派から3人、ネパール統一共産党から1人、ネパール会議派民主から1人、統一左翼戦線から1人が入閣した。しかし、5月12日には追放された国王の政府により4人の閣僚が逮捕され、ゼネスト中の軍による人権侵害についての根拠のない疑いにより、調査が行なわれることになった。

## 5月18日法
ロクタントラ・アンドラン後に成立した政府の最も劇的な動きは、2006年5月18日、議会が全会一致で国王の多くの権限を奪うことに賛成したことである。法案には次のことが含まれていた。
1. 9万人の軍隊を議会の指揮下に置く。
2. 王室とその財産に課税する。
3. 国王の諮問機関である枢密院を廃止する。
4. 軍や政府の称号に関して、国王の認可を廃止する。
5. 国教（ヒンドゥー教）を廃止し、世俗国家とする。
6. 新しいものができるまで国歌を廃止する。
7. 国軍の最高司令官としての国王の地位を剥奪する。

この法案は「ジャナ・アンドラン」の後で制定された1990年憲法（ネパールのマグナ・カルタといわれてきた）を無効にするものであった。コイララ首相は「この布告は全国民の感覚を代表するものである。」と述べた。現在この日付は「ロクタントリック・デー（民主の日）」と名づけられている。憲法は承認されたものの、暫定的なものとされた。
2008年5月28日、制憲議会が発足し王政が廃止され、新たな議会制の共和国がネパールの政治的枠組みとなった。2015年9月に新憲法が公布され、7州による連邦制国家となった。

## 註釈
1. ↑  “ネパール「７州連邦制」新憲法を承認・公布へ　大地震で非難受け加速も州区割りに火種”. 産経ニュース. (2015年9月17日)
2. ↑  “ネパールで新憲法公布　州連邦制、７年かけ制定”. 日本経済新聞. (2015年9月21日)